# Nephelochloa
Nephelochloa je monotipski biljni rod jednogodišnjeg raslinja iz porodice trava. Jedina vrsta je turski endem N. orientalis.
Rod je opisan u Diagnoses Plantarum Orientalium Novarum, ser. 1 5: 72. 1844.

## Sinonimi
- Poa cilicensis Hance; Ann. Sci. Nat., Bot., sér. 4, 18: 234 (1862)